# Isla Dajinshan
La isla Dajinshan (o isla Grande de Jinshan), junto con la isla Xiaojinshan (isla Pequeña de Jinshan), y la isla de Fushan, en el distrito de Jinshan, son reservas naturales bajo la jurisdicción de la ciudad china de Shanghái. Dajinshan posee el punto más alto en Shanghái con una altura de 103,4 m.
Algunas islas aluviales son relativamente jóvenes y el número varía con el tiempo. Por ejemplo, Jiuduansha surgió en la década de 1950. En 2006, la ciudad tenía 19 islas deshabitadas que abarcaban 226,27 km², con una longitud de línea costera de 309 km.